# Aleksander Marek Szczygło
placa comemorativa
Vista da sepultura.
Aleksander Marek Szczygło (Jeziorany; 27 de Outubro de 1963 — 10 de abril de 2010) é um político da Polónia. Ele foi eleito para a Sejm em 25 de Setembro de 2005 com 19006 votos em 35 no distrito de Olsztyn, candidato pelas listas do partido Prawo i Sprawiedliwość.
Também foi membro da Sejm 2001-2005.
Em 2007 exercia o cargo de ministro da Defesa de seu país.
Foi uma das vítimas do acidente do Tu-154 da Força Aérea Polonesa.